# Бороштица (река)
Река Бороштица, дужине око 15 km, налази се у западном делу Србије и настаје од Ђерекарског врела у јужном делу Пештера. Позната је као најдужа понорница у Србији.

## Ток реке Бороштице
Ђерекарска река до Набоја тече клисурастом долином, а низводно се шири око 1 km. Код села Бороштица улази у Пештерско поље, по којем и добија назив. Понире испод хума Горица, који се налази на 1.173 m надморске висине и после 18 m подземног отицања поново избија на површину. У Пештерском пољу меандрира. У том делу ширина корита износи 2 m, а дубина 1 m. Главни понор је код Сука у средишњем делу Пештерског поља. Вода реке Бороштице избија на Јуришким врелима.

### Притоке реке Бороштице
Са десне стране прима само једну притоку Камењачу, која је дугачка 4 km и која тече Суводолском потолином. Горњи део долине Камењаче представља слепу долину. С леве стране Бороштица прима три притоке:
- Набојску реку
- Шипчанску реку
- Лескову реку